# Доклад Гарси Диеса де Сан-Мигеля
Доклад Гарси Диеса де Сан-Мигеля — важный документ по истории инков. Автор — Гарси Диес де Сан-Мигель, испанский чиновник в колониальном Перу. Место и дата составления — Чукуито (Титикака), 1567 год.